# Commiphora foliacea
Commiphora foliacea är en tvåhjärtbladig växtart som beskrevs av Thomas Archibald Sprague. Commiphora foliacea ingår i släktet Commiphora och familjen Burseraceae. Inga underarter finns listade i Catalogue of Life.